# مهدی رجبی
مهدی رجبی (متولد ۱۳۵۹) نویسندهٔ ایرانی کتاب‌های کودک و نوجوان است.

## افتخارات
کتاب‌های کنسرو غول و ساندویچ‌ساز مودم‌اسبی‌باف از آثار او در فهرست کلاغ سفید قرار گرفت.